# Cenes de la Vega
Cenes de la Vega település Spanyolországban, Granada tartományban. Cenes de la Vega Granada, Pinos Genil, Monachil és Huétor Vega községekkel határos. Lakosainak száma 8296 fő (2024).

## Népesség
A település népessége az elmúlt években az alábbi módon változott:
| Lakosok száma | 5498 | 6095 | 6341 | 6501 | 7771 | 7943 | 7866 | 8002 | 8181 | 8296 |
|               | 2001 | 2004 | 2006 | 2009 | 2011 | 2014 | 2016 | 2019 | 2021 | 2024 |